# Torneo WTA de Gstaad 2018
El Ladies Championship Gstaad 2018 fue un torneo de tenis femenino jugado en pistas de tierra batida. Fue la 26.ª edición del Campeonato de Damas Gstaad (pero la tercera desde 1994), es parte de la categoría WTA International de 2018. Se llevó a cabo en Roy Emerson Arena en Gstaad (Suiza), del 16 al 22 de julio de 2018.

## Distribución de puntos
| Modalidad           | Campeona | Finalista | Semifinales | Cuartos de final | 2ª ronda | 1ª ronda | Clasificadas | 2ª ronda de clasificación | 1ª ronda de clasificación |
| Individual femenino | 280      | 180       | 110         | 60               | 30       | 1        | 18           | 12                        | 1                         |
| Dobles femenino     | 280      | 180       | 110         | 60               | 1        | -        | -            | -                         | -                         |

## Cabezas de serie

### Individuales femenino
| Tenista           | Ranking | Preclasificada |
| Alizé Cornet      | 44      | 1              |
| Johanna Larsson   | 58      | 2              |
| Viktória Kužmová  | 69      | 3              |
| Carina Witthöft   | 81      | 4              |
| Samantha Stosur   | 86      | 5              |
| Lara Arruabarrena | 88      | 6              |
| Stefanie Vögele   | 93      | 7              |
| Viktorija Golubic | 99      | 8              |

- Ranking del 2 de julio de 2018.[2]

### Dobles femenino
| Tenista                          | Ranking | Preclasificada |
| Xenia Knoll Veronika Kudermetova | 130     | 1              |
| Kaitlyn Christian Giuliana Olmos | 151     | 2              |
| Eugénie Bouchard Johanna Larsson | 154     | 3              |
| Bibiane Schoofs Yana Sizikova    | 190     | 4              |

## Campeonas

### Individual femenino
Alizé Cornet venció a  Mandy Minella por 6-4, 7-6(8-6)

### Dobles femenino
Alexa Guarachi /  Desirae Krawczyk venció a  Lara Arruabarrena /  Timea Bacsinszky por 4-6, 6-4, [10-6]